# Новогригоровка (Новобугский район)
Новогриго́ровка (укр. Новогригорівка) — село в Новобугском районе Николаевской области Украины.
Население по переписи 2001 года составляло 49 человек. Почтовый индекс — 55622. Телефонный код — 5151. Занимает площадь 0,17 км².